# Лапрюнь
Лапрю́нь (фр. Laprugne) — коммуна во Франции, находится в регионе Овернь. Департамент коммуны — Алье. Входит в состав кантона Ле-Мейе-де-Монтань. Округ коммуны — Виши.
Код INSEE коммуны — 03139.

## Население
Население коммуны на 2008 год составляло 360 человек.
| 1962 | 1968 | 1975 | 1982 | 1990 | 1999 | 2008 |
| ---- | ---- | ---- | ---- | ---- | ---- | ---- |
| 1306 | 1415 | 1015 | 560  | 509  | 410  | 360  |

## Экономика
В 2007 году среди 228 человек в трудоспособном возрасте (15—64 лет) 138 были экономически активными, 90 — неактивными (показатель активности — 60,5 %, в 1999 году было 63,8 %). Из 138 активных работали 118 человек (77 мужчин и 41 женщина), безработных было 20 (2 мужчин и 18 женщин). Среди 90 неактивных 14 человек были учениками или студентами, 42 — пенсионерами, 34 были неактивными по другим причинам.